# 군포초등학교
군포초등학교는 대한민국 경기도 군포시 당동에 있는 공립 초등학교이다.

## 학교 연혁
- 1919년 6월 1일 설립인가
- 1920년 4월 1일 군포공립보통학교 개교(군포읍 당리 120-5)
- 1938년 4월 1일 명칭 변경(군포공립심상소학교)
- 1941년 4월 1일 명칭 변경(군포공립국민학교)
- 1959년 10월 20일 군포역전에서 현 교사로 이전
- 1981년 3월 11일 병설유치원 개원
- 1990년 4월 1일 체육관 완공
- 1996년 3월 1일 군포초등학교로 개칭
- 1997년 12월 17일 급식소 개소
- 2005년 6월 21일 학교 숲 조성공사 준공
- 2005년 11월 30일 급식실 증축
- 2008년 12월 30일 학교 운동장 인조 잔디 구장 조성
- 2016년 2월 12일 제95회 210명 졸업(총 24135명)
- 2016년 9월 1일 제26대 천귀순 교장 취임
- 2017년 1월 4일 제96회 226명 졸업(총 24359명)

## 참고 자료
- 군포초등학교 - 한국교육학술정보원 학교알리미